# Isomyia ellenbergeri
Isomyia ellenbergeri är en tvåvingeart som först beskrevs av Seguy 1949.  Isomyia ellenbergeri ingår i släktet Isomyia och familjen Rhiniidae.
Artens utbredningsområde är Gabon. Inga underarter finns listade i Catalogue of Life.